# Brede Vandtårn
Brede Vandtårn er opført i 1907-08 af G.R. Øllgaard i Hellerup og blev bygget til Brede Klædefabrik, der i dag er en del af Nationalmuseet. Det 16 m. høje tårn er stadig i brug og kan rumme 80 m3. Under Besættelsen brugte modstandsbevægelsen rummet under vandbeholderen til at opbevare våben i. Tårnet blev fredet i 1991.